# New Mexico United

La imagen del club está inspirada en el símbolo Zia, que aparece en la bandera de New Mexico.

El New Mexico United es un equipo de fútbol de Estados Unidos que juega en la USL Championship, la segunda división de fútbol en el país.

## Historia
Fue fundado el 6 de junio de 2018 en la ciudad de Albuquerque, New Mexico como uno de los equipos de expansión de la USL Championship para la temporada 2019.

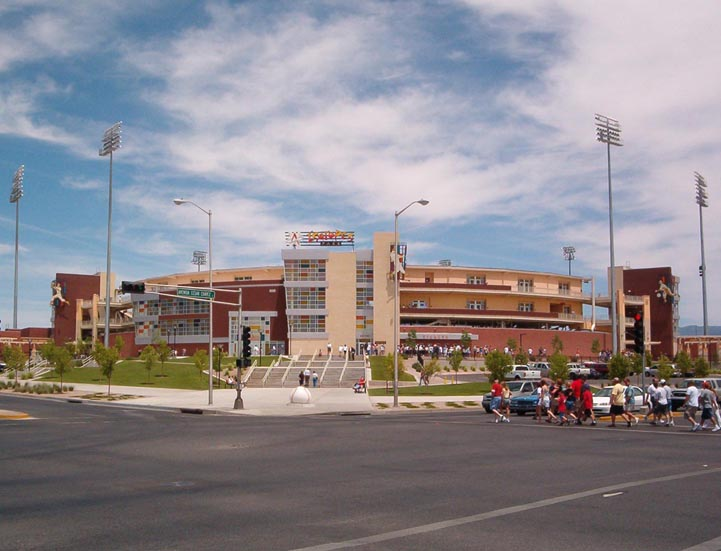
Entrada del Isotopes Park en 2005.

El club es distinto al Albuquerque Sol, equipo semiprofesional creado en 2014, con el fin de ser el club elegido para representar a la ciudad en la MLS para la temporada 2024, con la idea de que el Albuquerque Sol sea el equipo filial del New Mexico United en caso de ser elegido para jugar en la MLS.

## Colores y escudo
El escudo es de color amarillo con negro que representa el símbolo Zia, el cual aparece en la bandera de New Mexico, y tiene la autorización de la tribu Zia. El escudo tiene un diamante negro con el número 18 en relación con el año de fundación.

### Indumentaria y patrocinios
| Período      | Proveedor | Patrocinador                                 |
| ------------ | --------- | -------------------------------------------- |
| 2019         | Adidas    | Meow Wolf KraneShares                        |
| 2020         | Puma      | Meow Wolf KraneShares                        |
| 2021–2023    | Puma      | Meow Wolf New Mexico True Electric Playhouse |
| 2024–present | Puma      | Meow Wolf Sandia Resort and Casino           |